# جيم هيوز
جيم هيوز (بالإنجليزية: Jim Hughes)‏ هو محامي وسياسي أمريكي، ولد في 7 سبتمبر 1964 في كولومبوس في الولايات المتحدة. حزبياً، نشط في الحزب الجمهوري. وقد انتخب عضو مجلس نواب أوهايو.